# Nadnercze

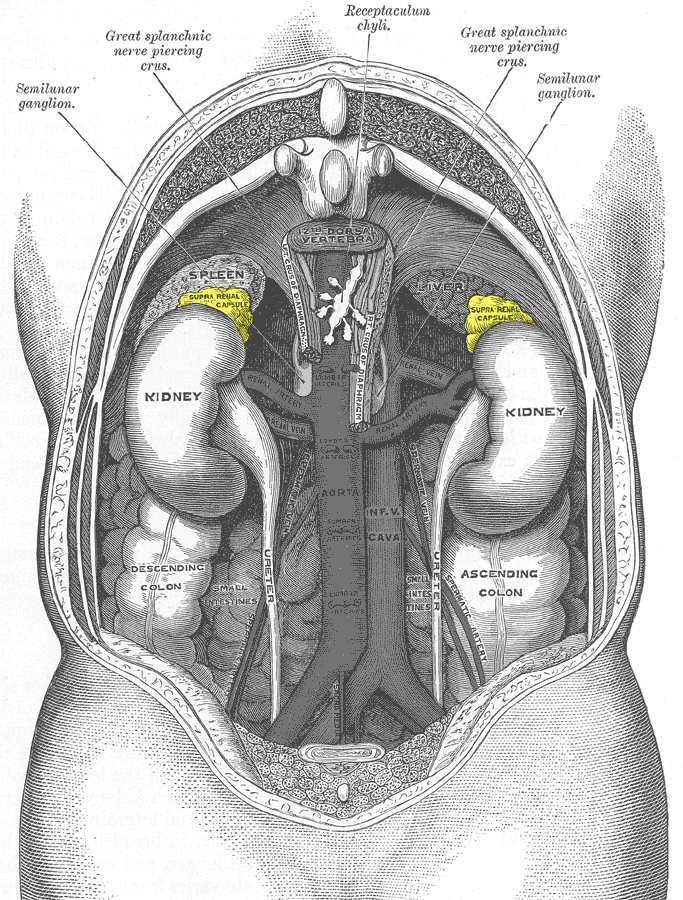
Topografia narządów (trzewi) i dużych naczyń w jamie brzusznej. Widok od tyłu – usunięty kręgosłup (widoczny podniesiony kręg piersiowy) ze ściana tylną, nadnercza zakolorowane na żółto.

Nadnercze, gruczoł nadnerczowy (łac. glandula suprarenalis, glandula adrenalis) – parzysty, niewielki (waga od 10 do 18 gramów) gruczoł wydzielania wewnętrznego położony zaotrzewnowo na górnym biegunie nerki.
Nadnercze składa się z części korowej i rdzeniowej, różnych pod względem budowy i czynności. Kora stanowi główną masę gruczołu (od 80% do 90% całego nadnercza). Składa się z trzech warstw o różnej budowie histologicznej: kłębkowatej (zona glomerulosa), pasmowatej (zona fasciculata) i siatkowatej (zona reticularis).
Kora wytwarza steroidy:
- mineralokortykosteroidy (syntetyzowane w warstwie kłębkowatej), z których najsilniejsze działanie wykazuje aldosteron
- glikokortykosteroidy (syntetyzowane w warstwie siatkowatej i pasmowatej), z których najważniejszy jest kortyzol
- niewielkie ilości hormonów płciowych – androgenów (w warstwach pasmowatej i siatkowatej).

Rdzeń nadnerczy wytwarza katecholaminy. Stale wydziela do krwi niewielkie ilości adrenaliny, natomiast wszelkie stany emocjonalne (np. gniew, strach) powodują nagłe wydzielanie do krwi dużej jej ilości. W rdzeniu nadnerczy produkowane są też niewielkie ilości noradrenaliny.
Hormony wydzielane przez korę nadnerczy utrzymują równowagę wodno-mineralną organizmu (aldosteron), pomagają również w sytuacji długotrwałego stresu, podnoszą stężenie glukozy we krwi.

## Unaczynienie u człowieka
- tętnica nadnerczowa górna
- tętnica nadnerczowa środkowa
- tętnica nadnerczowa dolna

## Unerwienie u człowieka
Nerwy docierające do nadnerczy wytwarzają splot nadnerczowy. Do gruczołu wnikają dwa rodzaje włókien. Jedne pochodzą z nerwu błędnego i nerwu przeponowego, drugie – włókna współczulne – częściowo ze zwoju trzewnego, częściowo bezpośrednio z nerwu trzewnego większego i mniejszego.